# Уилли, Норман Бушнелл
Но́рман Бу́шнелл Уи́лли (англ. Norman Bushnell Willey; 25 марта 1838, Гилфорд, Нью-Йорк — 20 октября 1921, Топика, Канзас) — 2-й губернатор Айдахо.

## Биография
Норман Уилли родился 25 марта 1838 года в городе Гилфорд штата Нью-Йорк. Он обучался в Делаверском литературном институте в городе Франклин штата Нью-Йорк. После окончания института он переехал в Калифорнию, чтобы заниматься золотодобычей. В 1864 году Уилли переехал в Айдахо, где на протяжении следующих тридцати лет занимался старательством.
Уилли занялся политикой в 1872 году с избранием в палату представителей Айдахо, когда тот ещё был в статусе территории. В 1879 году он председательствовал в палате и был во главе республиканского антимормонского движения. 3 июля 1890 года Айдахо получил статус штата. Вскоре после этого Уилли заступил на должность вице-губернатора нового штата. После того, как первый губернатор Айдахо Джордж Шуп был избран в сенат США, Уилли перенял от него губернаторскую должность. В ней он проработал до 1893 года.
За время своего губернаторства Уилли для подавления восстания восстаний индейцев кёр-д’аленов пришлось привлекать федеральные войска. Основной деятельностью Уилли на посту губернатора было создание и популяризация новой атрибутики штата, в том числе утверждение новой печати Айдахо.
Уилли не удалось избраться на второй срок, после чего он вновь переехал в Калифорнию, где выступил одним из основателей шахту. С 1913 года он начал испытывать серьёзные проблемы со здоровьем, и легислатура штата Айдахо совместно с действующим губернатором Джоном Хейнсом приняли решение выплачивать ему в случае необходимости ежемесячное пособие в 50 долларов. В конце жизни Норман Уилли переехал в Канзас, где в городе Топека и скончался 20 октября 1921 года.